# الأبطال (فلم)
فيلم الأبطال هو فيلم مصري صدر سنة 1974، من إخراج حسام الدين مصطفى، وبطولة أحمد رمزي.

## قصة الفيلم
أربعة من اللصوص الخطرين يسطون على منزل على نصر الدين، وسرقوا ثروته التي كان يحتفظ بها في خزانة حديدية، ولكى يخفوا آثار الجريمة قتلوه مع زوجته وابنته واشعلوا النار في المنزل، لكن فاتهم أن الطفل أحمد كان مختبئًا تحت السرير يشاهد المجرمين واحدًا واحدًا، يكبر أحمد ويصبح بطلاً من أبطال الكارتيه بالنادى، تحاول منى خطيبته ان تقعنه أن يقلع عن هذه اللعبة الخطرة لكنه دائمًا يكون ساهمًا، ويخرج صابر من السجن بعد أن قضى 15 عامًا متهمًا ظلمًا بارتكابه الجريمة السالفة، ويبحث عن القتلة الحقيقيين، لا لينتقم منهم، ولكن ليأخذ من كل منهم مبلغًا من المال يساعده على مواجهة الحياة، يفاجأ صابر بأن أحمد يتبعه كظله ويريد أن يرشده عن مكان المجرمين، إلا أن صابر يرفض خوفًا أن يقتلهم أحمد ويضيع عليه المبلغ، يحدث سباق بين صابر وأحمد للوصول إلى المجرمين، فتارة يصل صابر قبل أحمد وتارة يصل بعده وفي جميع المرات. يتعاون الاثنان بشجاعة لمواجهة هؤلاء المجرمين وأتباعهم، يشك أحمد في أن صابر كان شريكًا في الجريمة، وتنتهى الأحداث بمعركة بين المجرمين من ناحية، وبين أحمد وزملائه أبطال الكاراتيه من ناحية أخرى، ويقتل أحمد في النهاية بعد أن قتل اللصوص الأربعة.

## بطولة
| - أحمد رمزي: احمد علي نصر الدين - فريد شوقي: صابر - منى جبر: منى - غسان مطر: عباس أحد اللصوص - محمد صبيح: السلاموني أحد اللصوص | - فاروق يوسف - كمال سرحان: عناني أحد اللصوص - عبد العزيز أبو الليل: إبراهيم الهواري أحد اللصوص - الطوخى توفيق | - قدرية كامل: أم أحمد نصر الدين - إسكندر منسي - على عز الدين: رئيس المباحث في الشرطة - محمود دويدار | - مدحت جمال: احمد علي نصر الدين وهو طفل - توفيق الكردى: علي نصر الدين - نادية فؤاد:راقصة - هالة الصافى:راقصة |

## فريق العمل
| - مصور: عبد الحميد عمر - مساعد المصور: مجدى هداية - مدير التصوير: إبراهيم صالح - مونتير: حسين أحمد - قصة وسيناريو وحوار: محمد أبو يوسف | - مخرج: حسام الدين مصطفى - مخرج مساعد: أحمد السبعاوى - مصمم الملابس: يوسف محمد على - ماكيير: سيد محمد - مساعد ماكيير: بهيجه الحلبى | - مساعد منتج: حسن محمد حسن - منتج منفذ: وجيه الليثى - منتج: جمال الليثى - مدير الإنتاج: محمد حجاج - إكسسوار: نجيب خورى | - مهندس المناظر: ماهر عبد النور - استوديو التصوير: ستوديو الأهرام (ستوديوهات الأهرام) - مهندس الصوت: اندريا زنديلس - الطبع والتحميض: ستوديو مصر - ستوديو الأهرام (ستوديوهات الأهرام) |

## روابط خارجية
- مقالات تستعمل روابط فنية بلا صلة مع ويكي بيانات